# Waysted
I Waysted sono stati una band heavy metal nata nel 1982 per volontà dello storico bassista degli UFO Pete Way.
L'album di maggior successo rimane Save Your Prayers del 1986, periodo di massimo splendore per quello che si può definire hair metal. Le melodie accattivanti, la perizia tecnica, la classe esecutiva, si modellano attorno alla carismatica voce di Danny Vaughn, successivamente cantante dei Tyketto. Dall'album fu preso anche il video per il singolo "Heaven Tonight".

## Storia

### Le origini
Il noto bassista Pete Way, uno dei più grandi compositori e musicisti della scena rock britannica degli anni 70/80, abbandonò gli UFO nel 1982 a causa delle nuove direzioni musicali intraprese dalla band su trade più commerciali con l'album Mechanix (1982). Way subito dopo fondò la band Fastway assieme all'ex chitarrista dei Motörhead "Fast" Eddie Clarke.
Tuttavia, appena la band stava portando a termine le trattative con l'etichetta CBS Records, Pete Way ricevette due messaggi in rapida successione. Uno proveniva dagli avvocati della Chrysalis Records che lo informarono del fatto che egli era ancora sotto contratto con l'etichetta, e che quindi non avrebbe potuto partecipare al progetto Fastway, ma fortunatamente, egli venne poco dopo contattato da Ozzy Osbourne per entrare nella sua band e suonare nel suo tour europeo. Una volta terminato il tour con Osbourne, Way vorrà fondare un'altra band poiché impossibilitato a partecipare al progetto Fastway.

### Gli inizi
Way intitolerà la sua nuova band Waysted. A completare la formazione furono il chitarrista Ronnie Kayfield, l'ex Heartbreakers e UFO Paul Raymond alla testiere, il cantante scozzese Fin (vero nome Ian Muir) e l'ex batterista dei Wild Horses e Def Leppard Frank Noon.
La band, sotto contratto con la Chrysalis Records, debuttò nel 1983 con l'album Vices, prodotto da Mick Glossop, che ironicamente fu proprio il produttore dell'album degli UFO Making Contact (1983). Way volle indurire le sonorità rispetto a quelle degli UFO, dando alla luce un buon esempio di heavy metal. Il disco chiudeva con la reinterpretazione dei Jefferson Airplane Somebody to Love. A seguito dell'uscita del disco, la band suonò di supporto ai Mötley Crüe e Ozzy Osbourne negli Stati Uniti. Proprio durante il tour venne aggiunto il secondo chitarrista Barry Benadetta. Tuttavia sorsero dei problemi all'interno della formazione, e alla fine del tour statunitense, Benadetta e Kayfield abbandonarono il progetto.
Anche Raymond venne allontanato poco prima del tour di supporto ai Dio nel loro tour britannico nell'ottobre 1983. Durante in tour nacquero nuovi dissapori all'interno della formazione, che venne nuovamente rivoluzionata. Venne arruolato l'ex-batterista della punk rock band Angelic Upstart Decca Wade e l'ex chitarrista della Jess Cox Band Neil Shepard. Ma nel tardo 1984 avvenne l'ennesimo cambio di formazione gestito da Way, che arruolò il chitarrista Paul Chapman, ex membro degli Skid Row, Lone Star e UFO, ed il batterista Andy Parker.
I nuovi Waysted, ora composti dal tre ex membri degli UFO, aprirono per gli Iron Maiden nel loro tour britannico, dopo di che Parker lasciò i Waysted. L'ex batterista dei Motörhead Philty "Animal" Taylor occupò la posizione di batterista per alcuni mesi, ma poco dopo lasciò il posto all'ex batterista degli Humble Pie e Fastway Jerry Shirley. Per le registrazione del disco The Good the Bad the Waysted (1985), prodotto dall'ex bassista dei Ten Years After Leo Lyons, la band arruolò il tastierista Jimmy DiLella, proveniente dai DOA di Paul Chapman. Pochi mesi dopo, il cantante Fin abbandonò la band verso la fine dello stesso 1985.
Way riallestì nuovamente la formazione con Chapman, ed arruolò l'ex-batterista degli statunitensi World War III John DiTeodoro (Johnny Dee) ed il cantante Danny Vaughn. Questa formazione, guidata dall'ex manager degli UFO Wilf Wright, firmò un contratto con la Capitol Records realizzando nel  1986 il disco Save Your Prayers, prodotto da Simon Hanhart. Il disco mostrò un cambiamento stilistico più indirizzato sulla melodia, e sull'ottima produzione solcando lo stile dell'hair metal americano.

### Il declino
Seguirono date in Europa al fianco degli Status Quo, prima di supportare nuovamente gli Iron Maiden nel loro tour statunitense del 1987. La band si esibì anche ad un concerto a Tel Aviv, Israele assieme a gruppi come Marillion e Alvin Lee. Chapman nell'agosto venne sostituito durante alcuni show negli states di supporto agli Helix con il chitarrista statunitense Eric Gamens, ma alla fine del tour la band declinò nuovamente. Vaughn dopo aver abbandonato la band fondò i Tyketto. Dee invece farà strada con la hair metal band di Filadelfia Britny Fox nel quale entrerà nel 1987.
Dee e DeLilla inoltre suoneranno insieme prima nella band Mariah attorno al 1991, e poi raggiungeranno i Doro durante il loro tour nel 1993.
I Waysted, ormai abbandonati dalla Capitol Records e da alcuni membri, tentarono disperatamente di tirare avanti.
Way registrò alcune demo con Dee, il chitarrista Eric Gamens e Martin Chaisson (Martin Smith) assieme al cantante dei The Quireboys Spike. Questo progetto era gestito dal frontman degli UFO Phil Mogg nel ruolo di manager. I Waysted arruolarono l'ex cantante dei Tygers of Pan Tang Jon Deverill ed il tastierista Ged Ryland, poco prima dello scioglimento definitivo della band. Gamens raggiunse i Cold Sweat. Way ritornò negli UFO pubblicando il disco Walk on Water (1995).

### Reunion
I Waysted si riunirono sorprendentemente nell'aprile 2003, composti da Pete Way, Paul Chapman ed il cantante Fin.
Durante il tardo 2004 uscì il loro nuovo album Back from the Dead. Chapman però venne poco dopo rimpiazzato da Chris George (ex Humble Pie). Registrato tra Regno Unito e USA, il disco venne mixto da Robin George. La versione giapponese conteneva la reinterpretazione degli UFO No Place to Run e The Wild, The Willing And The Innocent.
Il 12 novembre, però, Chapman abbandonò la band, poiché secondo lui la parte di chitarra da lui suonata venne coperta da quella di Chris George. Per fornire la prova di ciò, Chapman mise a disposizione sul suo sito le tracce originali registrate da George, cosicché i fans potessero giudicare da soli la validità della sua affermazione.
I nuovi Waysted parteciparono ad alcuni show britannici nel 2005.
Successivamente supporteranno i The Quireboys a Londra. Questa esibizione venne racchiusa nell'EP Boot from the Dead.
Nel tardo 2005 Way fondò un progetto parallelo, i Damage Control. Questo era composta anche dall'ex chitarrista dei Magnum Robin George ed il batterista Chris Slade, noto per le sue molteplici esperienze con gruppi come AC/DC, Uriah Heep, Asia, The Firm e molti altri.
I Waysted annunciarono un'altra serie di tour britannici nel settembre 2006. Dal luglio di quell'anno, la formazione vedeva il cantante Fin, il chitarrista Chris George, il bassist Pete Way ed il batterista Paul Haslin. Il quartetto firmò per la Livewire Records per pubblicare poi il nuovo album The Harsh Reality. Registrarono anche la reinterpretazione degli Aerosmith "Sweet Emotion" inclusa nel CD allegato al giornale 'Classic Rock'.
La band si scioglie nel 2020, a seguito della scomparsa del fondatore Pete Way.

## Formazione

### Formazione attuale
- Fin (Ian Muir) - voce (1982-85, 2003-2020)
- Chris George - chitarra (2004-2020)
- Pete Way - basso (1982-87, 2003-2020)
- Paul Haslin - batteria (2003-2020)

### Ex componenti
- Ronnie Kayfield - chitarra (1982-83)
- Barry Benadetta - chitarra (1982-83)
- Paul Raymond - tastiere (1982-84)
- Frank Noon - batteria (1982-84)
- Decca Wade - batteria (1984)
- Neil Shepard - chitarra (1984)
- Andy Parker - batteria (1984-85)
- Paul Chapman - chitarra (1984-87, 2003-04)
- Philty "Animal" Taylor - batteria (1985)
- Jerry Shirley - batteria (1985)
- Johnny Dee - batteria (1985-87)
- Jimmy DiLella - tastiere (1985-87)
- Danny Vaughn - voce (1985-87)
- Eric Gamens - chitarra (1987)
- Jon Deverill - voce (1987)
- Ged Ryland - tastiere (1987)

## Discografia

### Album in studio
- 1983 - Vices
- 1985 - The Good the Bad the Waysted
- 1986 - Save Your Prayers
- 2000 - Wilderness of Mirrors [registrato nel 1986]
- 2004 - Back from the Dead
- 2007 - The Harsh Reality

### EP
- 1984 - Waysted

### Live
- 2000 - You Won't Get Out Alive
- 2005 - Boot from the Dead
- 2006 - Organised Live Chaos

### Raccolte
- 1986 - Completely Waysted
- 2000 - You Prayers Are Saved
- 2008 - Totally Waysted